# Scenes from Hell
Scenes from Hell è l'ottavo album in studio del gruppo musicale giapponese Sigh, pubblicato nel 2010 dalla The End Records.

## Tracce
1. Prelude to the Oracle – 4:12
2. L'art de mourir – 4:57
3. The Soul Grave – 4:01
4. The Red Funeral – 6:56
5. The Summer Funeral – 7:08
6. Musica in Tempora Belli – 6:01
7. Vanitas – 6:26
8. Scenes from Hell – 3:35

## Formazione

### Gruppo
- Mirai Kawashima – voce, pianoforte, organo, sitar, tabla, fischietto, tambura, theremin, orchestrazione
- Dr. Mikannibal – voce, sassofono
- Shinichi Ishikawa – chitarra
- Satoshi Fujinami – basso, tamburello, percussioni
- Junichi Harashima – batteria